# Günther Jauch
Pour les articles homonymes, voir Jauch.
Günther Jauch (né le 13 juillet 1956 à Münster) est un animateur, journaliste et producteur de télévision allemand.

## Biographie
Sa renommée est due à la présentation de nombreuses émissions sur la ZDF puis sur RTL, en particulier en lien avec le sport. 
Il fait partie des présentateurs les plus appréciés par le public allemand, notamment depuis qu'il présente le jeu Wer wird Millionär sur la chaîne RTL, version allemande de Who wants to be a millionaire ?.
De 1990 à 2011, Günther Jauch a également présenté l'émission Stern TV sur RTL. Sa dernière et 953e présentation a lieu le 5 janvier 2011.